# ECW 월드 텔레비전 챔피언십
ECW 월드 텔레비전 챔피언십(ECW World Television Championship) ECW의 타이틀이었다. 1992년 NWA에서 '이스턴 챔피언십 레슬링', 이하 ECW에서 NWA ECW 텔레비전 챔피언십이란 이름으로 활동하다가, 1994년 ECW가 NWA에서 탈퇴하면서 ECW을 '익스트림 챔피언십 레슬링'으로 바뀜과 동시어 ECW 월드 텔레비전 챔피언십으로 활약을 펼쳤다. ECW단체 에서는 중간급 챔피언십으로써 ECW의 트리플 크라운 챔피언십에 필요한 챔피언 타이틀이기도 하였다. 그러나 2001년 ECW는 WWE에 몰락/흡수당하면서 본 타이틀이 역사속으로 사라지게 되었다.

## 기록들
- 최다 챔피언: 투 콜드 스콜피오 (4회)
- 초대 챔피언: 자니 핫바디
- 마지막 챔피언: 라이노
- 최장수 챔피언: 랍 밴 댐 (약 2년)
- 최단수 챔피언: 태즈 와 투 콜드 스콜피오(1일 이하)
- 최연로 챔피언: 지미 스누카 (49세)
- 최연소 챔피언: 글렌 오스보른 (21세)
- 최중량 챔피언: 뱀 뱀 비글로 (160kg)
- 최경량 챔피언: 제이슨 (82kg)

## 역대 타이틀 명칭
| 연도          | 타이틀                     |
| ------------- | -------------------------- |
| 1992년~1994년 | NWA ECW 텔레비전 챔피언십  |
| 1994년~2001년 | ECW 월드 텔레비전 챔피언십 |

## 역대 챔피언
- 자니 핫바디
- 글렌 오스보른
- 지미 스누카
- 테리 펑크
- 사부
- 태즈 매니아 (태즈)
- 존 T. 스미스
- 더 핏불
- 마이키 윕렉
- 제이슨
- 투 콜드 스콜피오
- 딘 말렝코
- 에디 게레로
- 셰인 더글래스
- 핏불 넘버투
- 크리스 제리코
- 뱀 뱀 비글로
- 랍 밴 댐
- 슈퍼 크레이지
- 타지리 요시히로
- 라이노
- 키드 캐쉬

## 같이 보기
- 트리플 크라운 챔피언십
- WWE 인터콘티넨탈 챔피언십
- WCW 유나이티드 스테이츠 챔피언십
- TNA X-디비전 챔피언십
- RoH 월드 텔레비전 챔피언십
- RoH 월드 퓨어 챔피언십
- GFW 넥스트 제너레이션 챔피언십